# SALOME (programa)
SALOME es una plataforma genérica para pre y post procesado para simulación numérica. Tiene una arquitectura abierta y flexible realizada a partir de componentes reutilizables. Es una aplicación disponible bajo código abierto, licenciada bajo la LGPL, cuyos ejecutables y código fuente pueden ser descargados de su página oficial.

## Características
- Soporta interoperabilidad entre software de modelado CAD y de ¿computación?¿cálculo?¿análisis? (computation software) (enlace CAD-CAE).
- Simplifica la integración de nuevos componentes en sistemas heterogéneos de análisis numérico.
- Proporciona una interfaz genérica, amigable y eficiente, que permite reducir los costes y retrasos en la realización de análisis y estudios.
- Reduce el tiempo de aprendizaje al tiempo específico necesario para aprender el software basado en esta plataforma.
- Todas las funcionalidades están accesibles a través de la consola Python integrada.

Actualmente, el software está disponible para las distribuciones Debian (Etch/Lenny/Squeeze), Mandriva (2008/2010, 32/64 bits), Red Hat Enterprise 4 (64 bits), Scientific Linux 5.1 (64 bits) y CentOS 5.5 (64 bits), Ubuntu y Windows (64bits). Sin embargo, el código fuente está disponible para cualquier programador que desee desarrollarlo y ponerlo a disposición de otras plataformas, entre ellas Microsoft Windows.

## Estándares relacionados
- CORBA
- STEP
- IGES
- OpenGL